# Mojo Rawley
Dean Jonathan Muhtadi (Alexandria, 17 de julho de 1986) é um lutador de luta livre profissional estadunidense e ex-jogador de futebol americano. Muhtadi é mais conhecido por sua passagem na WWE, sob o nome de ringue Mojo Rawley. Enquanto jogador era defensive tackle, onde teve como último clube o Arizona Cardinals. Muhtadi assinou com o Green Bay Packers como um free agent em 2009. Ele jogou futebol americano universitário para o Christopher Newport Captains, e mais tarde se transferiu para o Maryland Terrapins.

## Primeiros anos
No T.C. Williams High School, em Alexandria, Virginia, Muhtadi foi ao longo de quatro anos jogando nas linhas defensivas e ofensivas. Ele também foi punter da equipe durante os últimos dois anos. Ele terminou em segundo lugar no Patriot District em 2004, e quebrou o recorde do punting de todos os tempos da escola com um longo de 76 jardas contra o West Springfield High School.
Ao longo de sua carreira jogando na escola, Muhtadi começou jogos como defensive tackle e linebacker. Ele também foi punter e kicker. Muitas vezes a sua posição era trocada a cada semana para a marcação do melhor jogador do time adversário. Muhtadi foi a escolha do All-District tanto na linha defensiva e como punter, bem como o MVP da equipe.

## Carreira no colegial
Em 2004 e 2005, Muhtadi jogou futebol americano universitário da Divisão III pela Christopher Newport University, em Newport News, Virgínia. Depois de sua temporada como calouro ter sido dificultada devido à mononucleose, Muhtadi começou como defensive tackle para os Captains no seu segundo ano. Ele, então, transferiu-se para a Universidade de Maryland, onde ganhou uma bolsa de estudos. Em 2008, Muhtadi terminou em terceiro lugar em sacks do Terrapins. Ele também foi apenas o segundo jogador nos últimos 15 anos que jogou em todas as posições da linha defensiva em um jogo pelos Terrapins.

## Prêmios Escolares
Em seus três anos em Maryland, Muhtadi foi um dos principais alunos-atletas da Conferência da Costa Atlântica (ACC). Em 2008, Muhtadi foi premiado por ser um dos principais alunos-atletas da ACC em todos os esportes e de todas as escolas. Em 2007 e 2008, Muhtadi também recebeu o premio George Boutselis Memorial por ser o jogador com a maior média escolar no time de futebol. Ele também foi nomeado para o rime do ano da ACC em 2008. Muhtadi está inscrito em um programa de MBA sobre negócios escolares.
Na Christopher Newport, Muhtadi foi premiado com uma bolsa de estudos integral. Apesar de também ter sido nomeado o melhor aluno-atleta do time, Muhtadi foi duas vezes All USA South Athletic Conference All-Academic Selection, foi membro do Programa de Liderança do Presidente, Programa de Honra, e membro do Conselho Executivo da Escola. Ele também recebeu a Edith McMurran Honors Scholarship por ser o aluno que melhor demonstrou o equilíbrio de liderança, serviço público e excelência acadêmica.

## Carreira profissional no Futebol Americano

### Green Bay Packers (2009)
Muhtadi assinou com Green Bay Packers como um agente livre após o 2009 NFL Draft em 4 de maio de 2009. Ele ganhou seu contrato em uma tryout por ser um dos três jogadores inscritos de 25 a tentar entrar para a equipe. Muhtadi foi o único jogador listado em como defensive end e nose guard. Em 03 de setembro de 2009 em um jogo contra o Tennessee Titans, Muhtadi terminou em terceiro lugar na equipe com 5 tackles, um por loss, e um fumble forçado em uma performance espetacular. Perto do final do jogo, Muhtadi forçou um fumble para salvar um touchdown. Ele foi dispensado em 4 de setembro de 2009.

### Arizona Cardinals (2010)
Muhtadi assinou com Arizona Cardinals em 20 de janeiro de 2010, para jogar na linha defensiva. Ele recebeu o apelido de "The Iron Sheik" por treinadores e companheiros de equipe, devido à sua força monstruosa. Muhtadi e seu parceiro de treinamento Darnell Dockett competiram um contra o outro todos os dias em exercícios. Ele se machucou durante o acampamento de treinamento.

## Carreira profissional no Wrestling

### World Wrestling Entertainment (2012 - 2021)

#### NXT Wrestling (2012 - 2015)
No verão de 2012, Muhtadi assinou um contrato de desenvolvimento com a WWE e foi designado para o seu território de desenvolvimento a NXT Wrestling. Muhtadi, posteriormente, recebeu o ring name Mojo Rawley.

## Vida Pessoal
Quando estava na 7 ª série, Muhtadi trabalhou na empresa de serviços financeiros Morgan Stanley. Começando como um estágio e ramificação em emprego, Muhtadi trabalhava depois da escola e no verão para várias filiais em todo norte de Virgínia.
Dean Muhtadi atualmente reside em Tampa, Flórida, mas sua cidade natal é Alexandria, Virginia.

## Títulos e prêmios
- Pro Wrestling Illustrated
  - PWI o colocou na 170ª posição dos 500 melhores lutadores individuais de 2014

- WWE
  - André the Giant Memorial Trophy (2017)
  - WWE 24/7 Championship (seis vezes)